# Національна дорога 27 (Польща)
Національна дорога 27 (пол. Droga krajowa nr 27, DK27) — національна дорога класу GP і G у південно-західній частині Любуського воєводства, протяжністю 74 км. Пролягає від кордону з Німеччиною в Пшевозі до Зеленої Гури, переважно через Зеленогірський ліс. На розв'язці Жари без зіткнень перетинає автостраду А18. Це головний зв'язок Любуського Троймістя, що виникає, із західним кордоном країни. Дорога переважно в хорошому стані.
У 1986-2000 частина поточної DW468 і дорога, що з'єднує Реду з Гелем (наразі частина DW216), були позначені DK27.

## Клас дороги
Дорога має параметри класу GP на ділянці Дроздов — Жари — Зелена Гура та параметри класу G на решті ділянки .

## Допустиме навантаження на вісь
З 13 березня 2021 року дозволяється рух транспортних засобів з навантаженням на одну вісь до 11,5 тонн, крім окремих місць, позначених знаком заборони В-19.

### До 13 березня 2021 року
Раніше рух транспортних засобів із навантаженням на одну вісь до 10 тонн було дозволено на всій протяжності дороги державного значення № 27.

## Важливі міста вздовж маршруту DK27
- Пшевуз — кордон з Німеччиною
- Дроздув (A18)
- Жари (національна дорога № 12) — об'їздна
- Новогруд Бобжанський — кільцева дорога
- Свідниця — кільцева дорога
- Зелена Гура (S3, національна дорога № 32) — об'їзд